# Méthylènecyclopropane
Le méthylènecyclopropane est un composé chimique de formule C4H6. Très réactif, il est utilisé en chimie organique pour produire des molécules plus complexes.